# Yssingeaux
Yssingeaux [isɛ̃ʒo] est une commune française située dans le département de la Haute-Loire, dont elle est une sous-préfecture et dans la région Auvergne-Rhône-Alpes. Sur le plan historique et culturel, la commune fait partie de la région naturelle du Velay. 
Exposée à un climat océanique altéré, elle est drainée par le Lignon du Velay, l'Auze, le Ramel, la Siaulme, la Crisselle et par divers autres petits cours d'eau. La commune possède un patrimoine naturel remarquable : un site Natura 2000 (« gorges de la Loire ») et six zones naturelles d'intérêt écologique, faunistique et floristique. 
Yssingeaux est une commune rurale qui compte 7 380 habitants en 2022, après avoir connu une hausse de sa population depuis 1962. Elle appartient à l'unité urbaine d'Yssingeaux et fait partie de l'aire d'attraction d'Yssingeaux dont elle est la commune-centre. Ses habitants sont appelés les Yssingelais.

## Géographie

### Localisation
La commune d'Yssingeaux se trouve dans le département de la Haute-Loire, en région Auvergne-Rhône-Alpes. Yssingeaux est situé dans la partie est du Velay. La région est parfois appelée le « pays des sucs » (un suc étant un dôme issu de volcan de type péléen).
Elle se situe à 28 km par la route du Puy-en-Velay, préfecture du département.
Les communes les plus proches sont : 
Bessamorel (3,8 km), Beaux (5,5 km), Saint-Julien-du-Pinet (6,7 km), Grazac (6,8 km), Araules (7,1 km), Le Pertuis (7,2 km), Queyrières (8,1 km), Saint-Jeures (8,2 km).
| Beaux      | Beaux      | Grazac  |
| Bessamorel | Yssingeaux | Grazac  |
| Bessamorel | Queyrières | Araules |

### Géologie et relief
La superficie cadastrale de la commune publiée par l’Insee et qui sert de références dans toutes les statistiques, est de 80,6 km2,. La surface géographique, issue de la BD Topo, composante du référentiel à grande échelle produit par l'Institut national de l'information géographique et forestière (IGN) français, est quant à elle de 80,57 km2. Son territoire est accidenté puisque le dénivelé maximal atteint 731 mètres. L'altitude du territoire varie entre 589 m et 1 320 m.

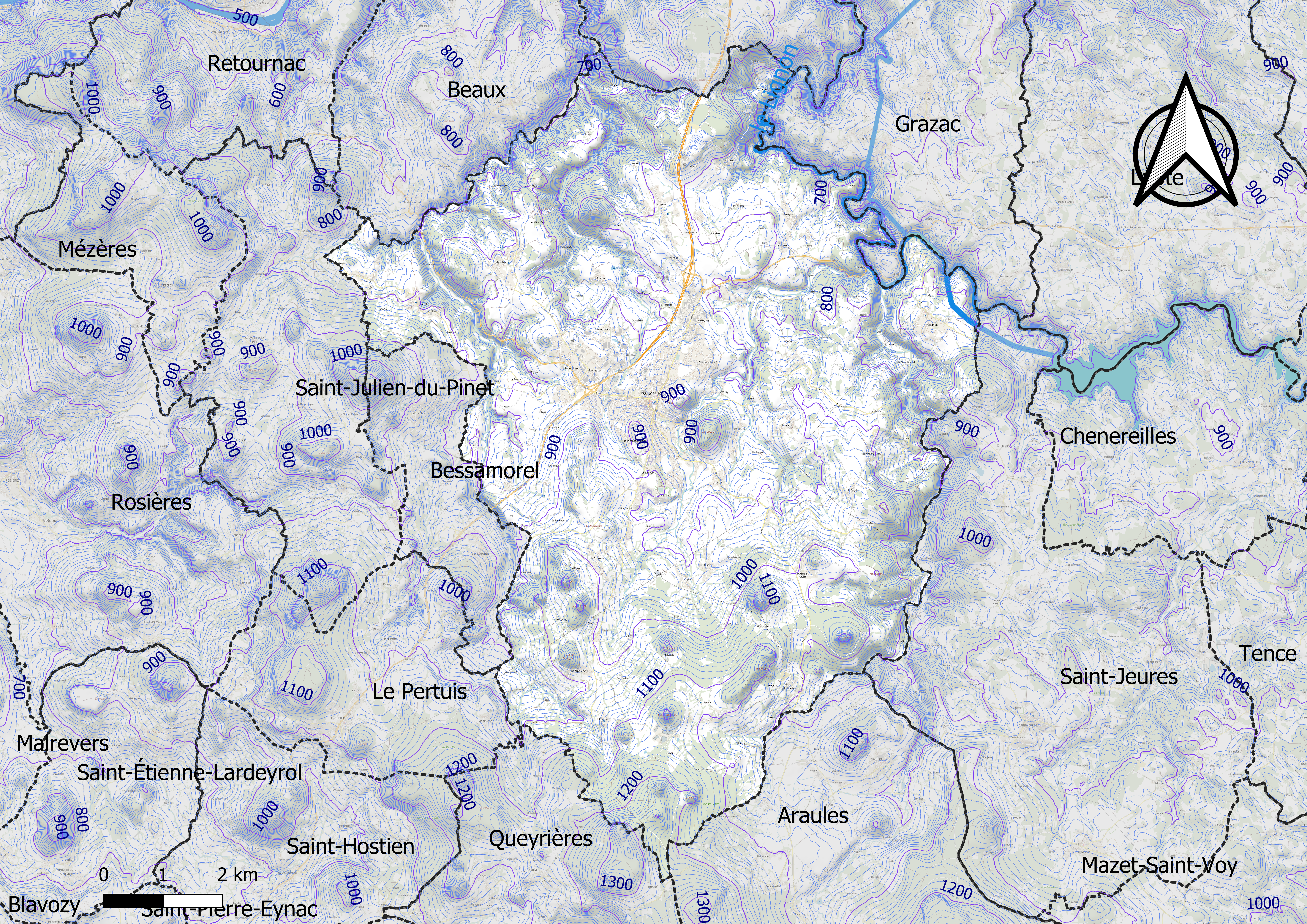
Carte du relief d'Yssingeaux.
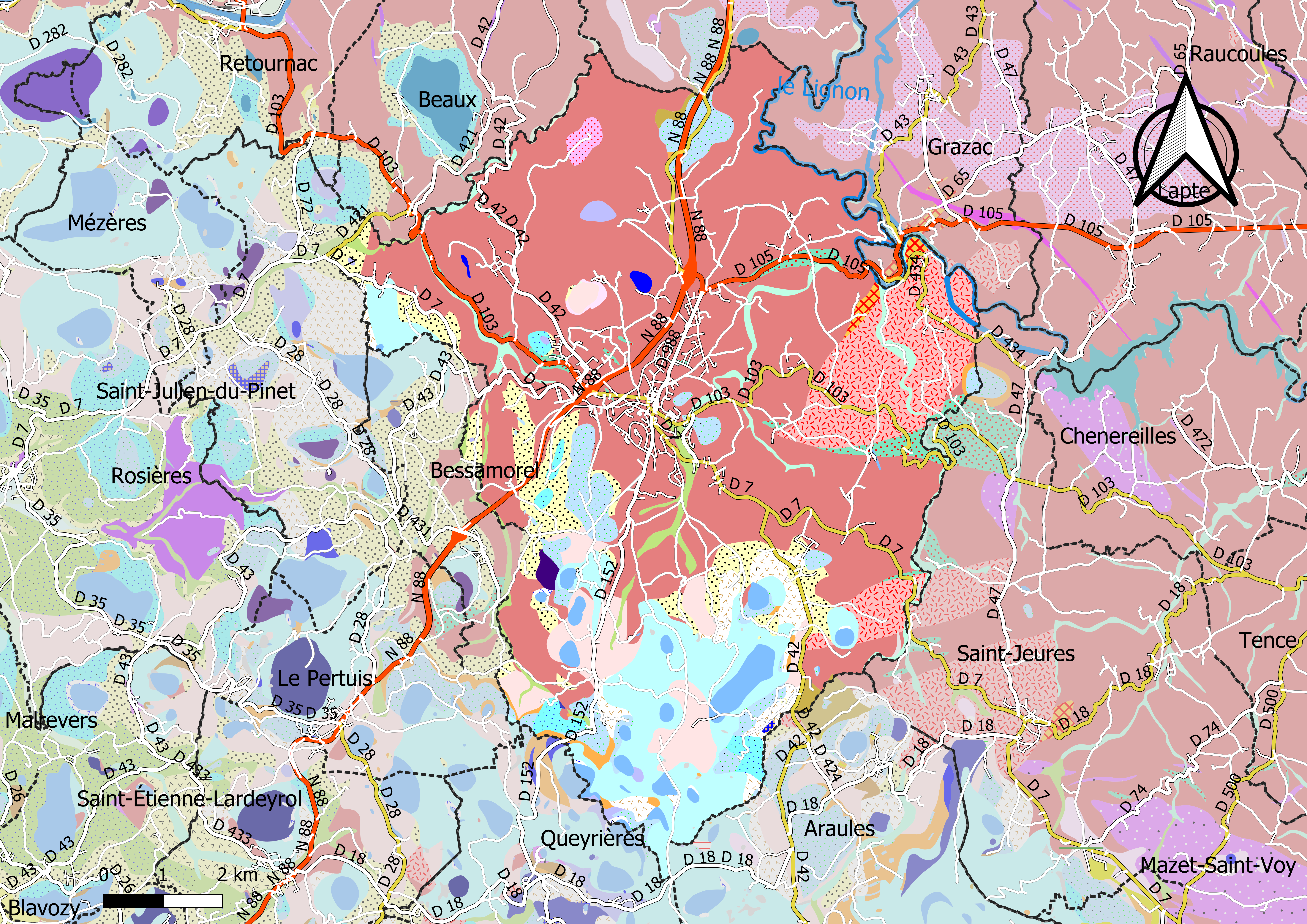
Carte géologique vectorisée et harmonisée d'Yssingeaux.

### Hydrographie

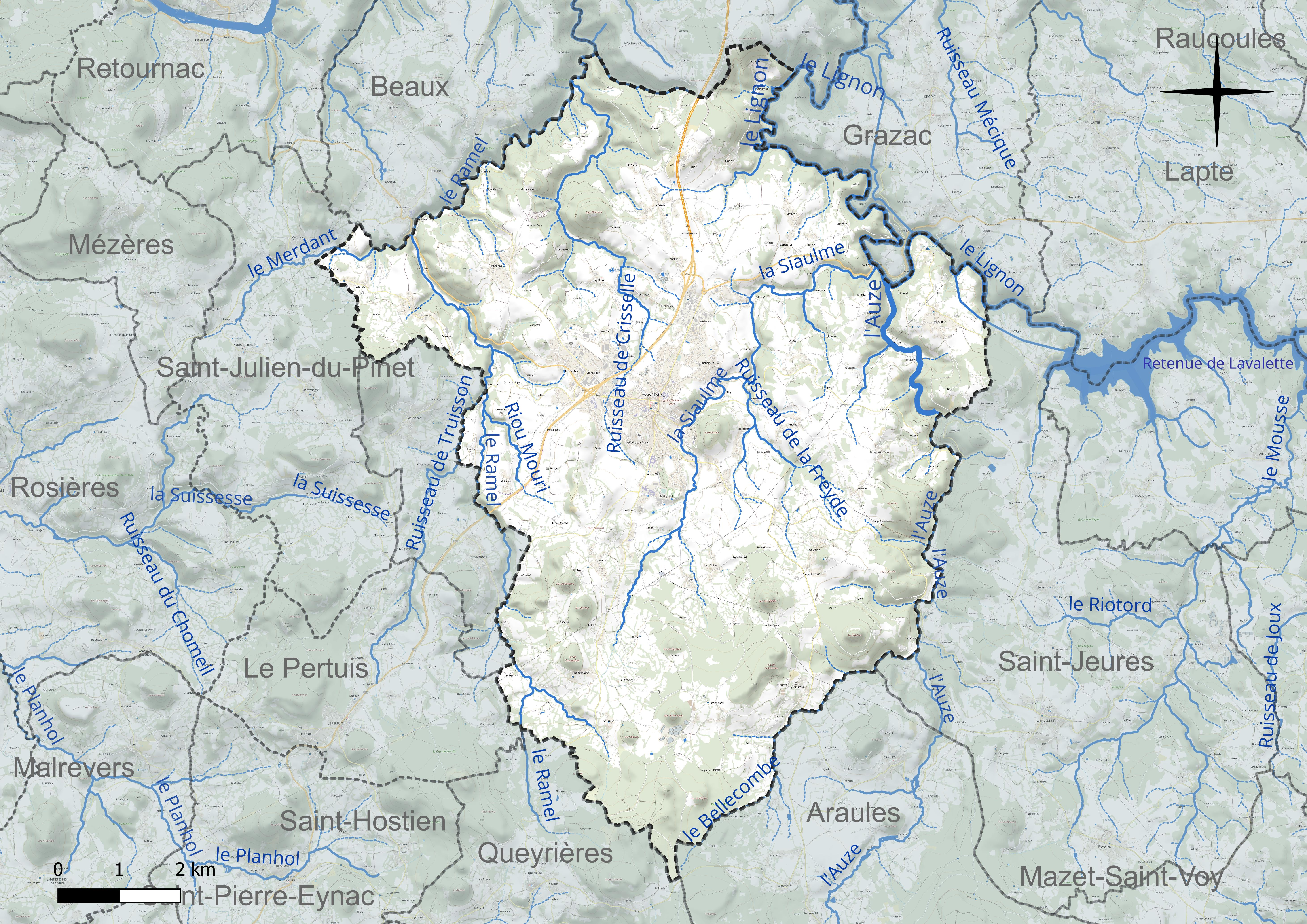
Réseaux hydrographique et routier d'Yssingeaux.

La commune est dans le bassin Allier-Loire amont, au sein du bassin hydrographique Loire-Bretagne. La commune est située entre les bassins versants de la Loire à l'Ouest et du Lignon à l'Est. 
Le Lignon, d'une longueur de 85,1 km, prend sa source dans le département, à Fay-sur-Lignon. Il longe la limite nord-est de la commune et se jette dans la Loire à Monistrol-sur-Loire, après avoir traversé 16 communes. Le Lignon alimente la centrale hydroélectrique de Versilhac, mise en service en 1948.
Les principaux affluents du Lignon sur la commune sont l'Auze et la Siaulme. L'Auze, d'une longueur de 18 km, prend sa source à Araules et se jette dans la commune au hameau du Pont de l'Enceinte. La Siaulme, quant à elle, d'une longueur de 10,8 km prend sa source et se jette dans la commune également au Pont de l'Enceinte.
Les cours d'eau du bassin versant de la Loire passant par la commune sont le Ramel et son affluent, la Crisselle. Le Ramel, d'une longueur de 24,8 km, prend sa source dans le massif du Meygal, dans la commune de Queyrières et se jette dans la Loire à Saint-Maurice-de-Lignon après avoir traversé 7 communes. Le Ramel forme une vallée encaissée et profonde avec un dénivelé de 140 m. Son principal affluent, la Crisselle, d'une longueur de 9 km prend sa source à Yssingeaux et la confluence se fait à Beaux.
Divers autres petits cours d'eau traversent la commune comme le Truisson ou la Freyde.

### Climat
Pour des articles plus généraux, voir Climat d'Auvergne-Rhône-Alpes et Climat de la Haute-Loire.
En 2010, le climat de la commune est de type climat océanique altéré, selon une étude du Centre national de la recherche scientifique s'appuyant sur une série de données couvrant la période 1971-2000. En 2020, Météo-France publie une typologie des climats de la France métropolitaine dans laquelle la commune est exposée à un climat de montagne ou de marges de montagne et est dans la région climatique Sud-est du Massif Central, caractérisée par une pluviométrie annuelle de 1 000 à 1 500 mm, minimale en été, maximale en automne.
Pour la période 1971-2000, la température annuelle moyenne est de 8,5 °C, avec une amplitude thermique annuelle de 16,2 °C. Le cumul annuel moyen de précipitations est de 900 mm, avec 8,9 jours de précipitations en janvier et 6,9 jours en juillet. Pour la période 1991-2020, la température moyenne annuelle observée sur la station météorologique installée sur la commune est de 9,2 °C et le cumul annuel moyen de précipitations est de 948,9 mm,. Pour l'avenir, les paramètres climatiques de la commune estimés pour 2050 selon différents scénarios d'émission de gaz à effet de serre sont consultables sur un site dédié publié par Météo-France en novembre 2022.
| Mois                                  | jan.           | fév.          | mars           | avril         | mai             | juin          | jui.          | août           | sep.            | oct.          | nov.           | déc.          | année      |
| ------------------------------------- | -------------- | ------------- | -------------- | ------------- | --------------- | ------------- | ------------- | -------------- | --------------- | ------------- | -------------- | ------------- | ---------- |
| Température minimale moyenne (°C)     | −2,2           | −2,3          | 0              | 2,3           | 5,8             | 9,3           | 11            | 10,8           | 7,6             | 5,3           | 1,3            | −1,3          | 4          |
| Température moyenne (°C)              | 1,5            | 2             | 5,2            | 7,9           | 11,7            | 15,6          | 17,8          | 17,6           | 13,6            | 10            | 5,1            | 2,4           | 9,2        |
| Température maximale moyenne (°C)     | 5,2            | 6,4           | 10,4           | 13,5          | 17,6            | 21,9          | 24,6          | 24,5           | 19,5            | 14,8          | 9              | 6             | 14,5       |
| Record de froid (°C) date du record   | −16,5 13.01.03 | −20 05.02.12  | −22,2 01.03.05 | −9,5 08.04.03 | −3,7 15.05.1995 | −1 04.06.01   | 1,9 17.07.00  | 0,1 30.08.1998 | −2,4 30.09.1995 | −9,5 26.10.03 | −13,2 28.11.13 | −17 15.12.01  | −22,2 2005 |
| Record de chaleur (°C) date du record | 20,9 01.01.22  | 21,4 26.02.19 | 24,2 17.03.04  | 25,7 30.04.05 | 31,5 22.05.22   | 36,8 27.06.19 | 37,1 07.07.15 | 36,3 22.08.23  | 31,5 10.09.23   | 29,6 09.10.23 | 22,7 08.11.15  | 20,8 31.12.21 | 37,1 2015  |
| Précipitations (mm)                   | 62,1           | 49,6          | 49,4           | 82,2          | 109,5           | 91,7          | 78,6          | 77,6           | 90,7            | 99,8          | 100,7          | 57            | 948,9      |

### Paysages
L'Auvergne est divisée en neuf unités paysagères, la commune d'Yssingeaux partie de deux d'entre elles, à la transition des « campagnes d'altitude » et des « hautes terres », deux ensembles géologiques distincts, l’un volcanique et l’autre granitique,. « Les hautes terres » se caractérisent par des reliefs d'altitude issus de mouvements géologiques complexes : elles correspondent à Yssingeaux au massif du Meygal, en particulier aux sucs volcaniques, anciens dômes de lave solidifiée, aux formes arrondies ou coniques. Quant aux « campagnes d'altitude », ce sont des régions de plateaux entre 500 et 1 000 m d’altitude principalement dédiées à l’agriculture d’élevage. Les sucs du Meygal y structurent à Yssingeaux le paysage et influencent l’occupation du sol : forêts et rochers sur les sommets, bocage sur les pentes et vallons entre les massifs et sur les plateaux du Velay.

### Milieux naturels et biodiversité

#### Réseau Natura 2000
Le réseau Natura 2000 est un réseau écologique européen de sites naturels d'intérêt écologique élaboré à partir des directives habitats et oiseaux, constitué de zones spéciales de conservation (ZSC) et de zones de protection spéciale (ZPS). Un site Natura 2000 a été défini sur la commune au titre de la directive oiseaux : les « gorges de la Loire », d'une superficie de 58 821 ha.

#### Zones nationales d'intérêt écologique, faunistique et floristique
L’inventaire des zones naturelles d'intérêt écologique, faunistique et floristique (ZNIEFF) a pour objectif de réaliser une couverture des zones les plus intéressantes sur le plan écologique, essentiellement dans la perspective d’améliorer la connaissance du patrimoine naturel national et de fournir aux différents décideurs un outil d’aide à la prise en compte de l’environnement dans l’aménagement du territoire. Le territoire communal d'Yssingeaux comprend trois ZNIEFF de type 1 sont recensées sur la commune :
- la « forêt du Meygal » (2 175 ha), couvrant 5 communes du département[INPN 3] ;
- les « gorges du Lignon » (1 790 ha), couvrant 6 communes du département[INPN 4] ;
- les « gorges du Ramel » (816 ha), couvrant 4 communes du département[INPN 5] ;

et trois ZNIEFF de type 2, : 
- le « bassin du Puy - Emblavez » (31 510 ha), couvrant 42 communes du département[INPN 6] ;
- la « haute-vallée de la Loire » (62 001 ha), couvrant 62 communes du département ainsi que 3 de l'Ardèche et 2 de la Loire [INPN 7] ;
- le « Mezenc - Meygal » (31 178 ha), couvrant 27 communes du département et 6 de l'Ardèche[INPN 8] ;

Carte des ZNIEFF de type 1 et 2 à Yssingeaux.
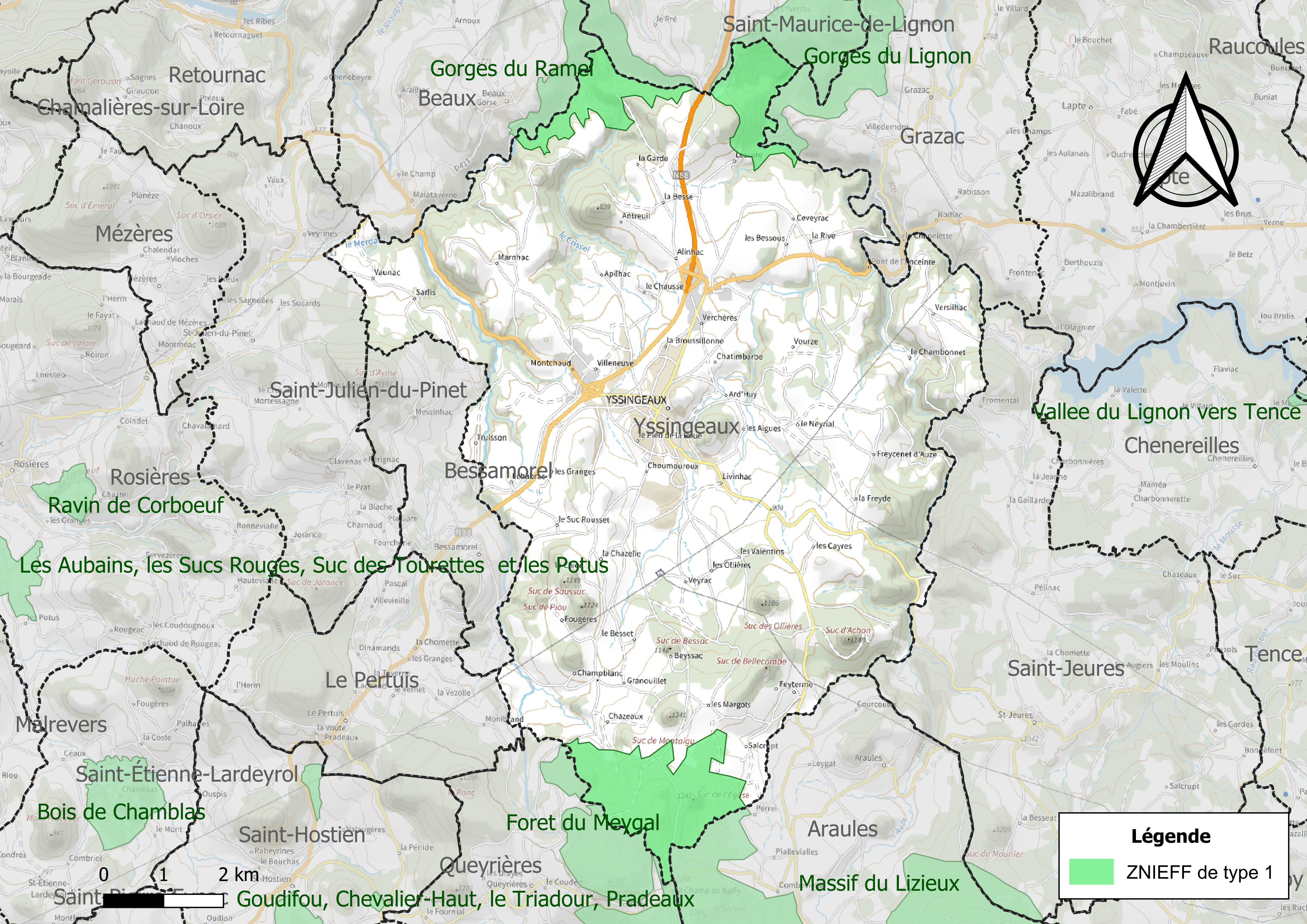
Carte des ZNIEFF de type 1 sur la commune.
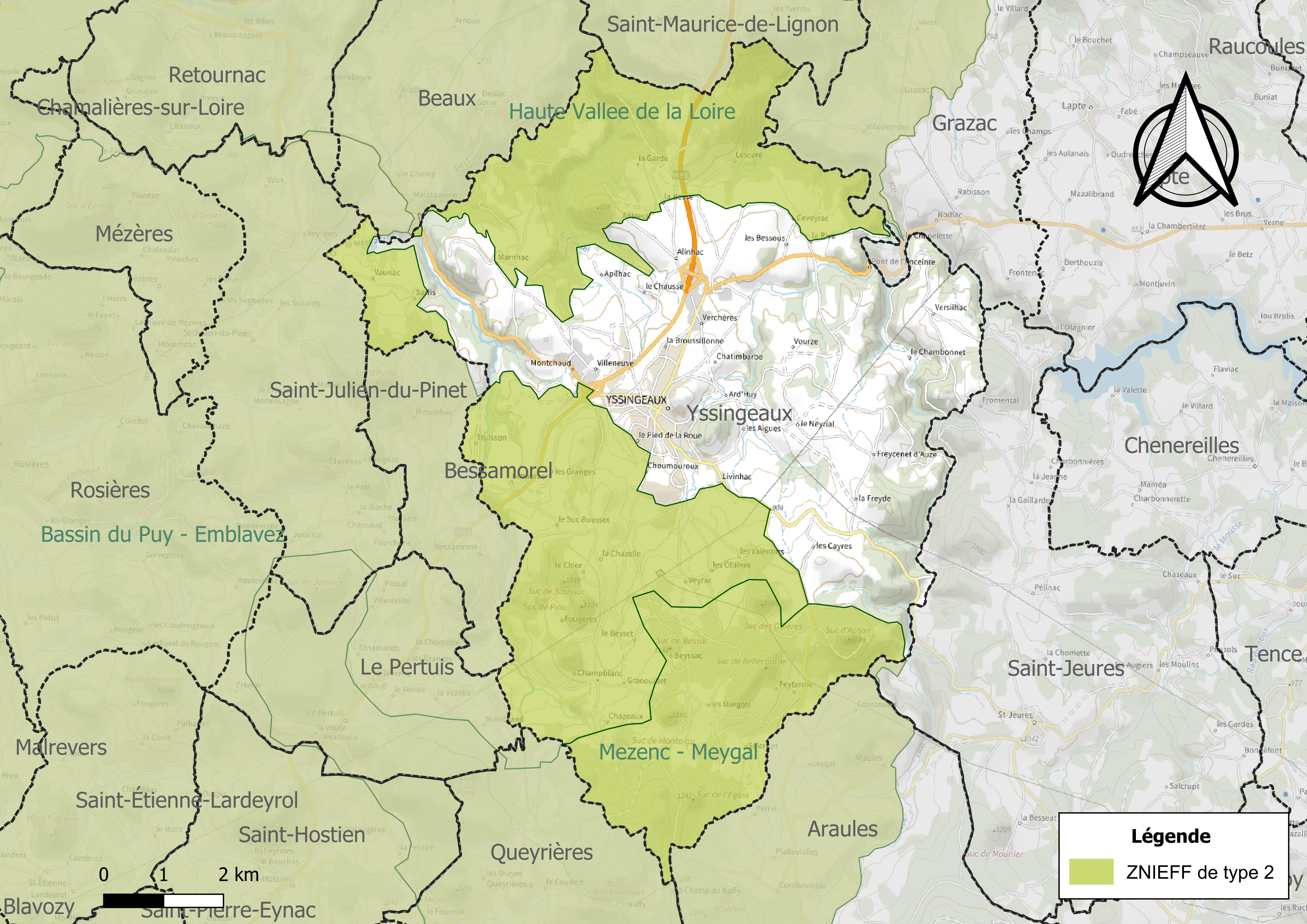
Carte des ZNIEFF de type 2 sur la commune.

## Urbanisme

### Typologie
Au 1er janvier 2024, Yssingeaux est catégorisée bourg rural, selon la nouvelle grille communale de densité à sept niveaux définie par l'Insee en 2022.
Elle appartient à l'unité urbaine d'Yssingeaux, une unité urbaine monocommunale constituant une ville isolée,. Par ailleurs la commune fait partie de l'aire d'attraction d'Yssingeaux, dont elle est la commune-centre,. Cette aire, qui regroupe 9 communes, est catégorisée dans les aires de moins de 50 000 habitants,.

### Occupation des sols
L'occupation des sols de la commune, telle qu'elle ressort de la base de données européenne d’occupation biophysique des sols Corine Land Cover (CLC), est marquée par l'importance des territoires agricoles (58,5 % en 2018), en diminution par rapport à 1990 (61,2 %). La répartition détaillée en 2018 est la suivante : 
prairies (36,9 %), forêts (34,9 %), zones agricoles hétérogènes (21 %), zones urbanisées (3,5 %), zones industrielles ou commerciales et réseaux de communication (2 %), espaces verts artificialisés, non agricoles (0,8 %), terres arables (0,6 %), mines, décharges et chantiers (0,3 %). L'évolution de l’occupation des sols de la commune et de ses infrastructures peut être observée sur les différentes représentations cartographiques du territoire : la carte de Cassini (XVIIIe siècle), la carte d'état-major (1820-1866) et les cartes ou photos aériennes de l'IGN pour la période actuelle (1950 à aujourd'hui).

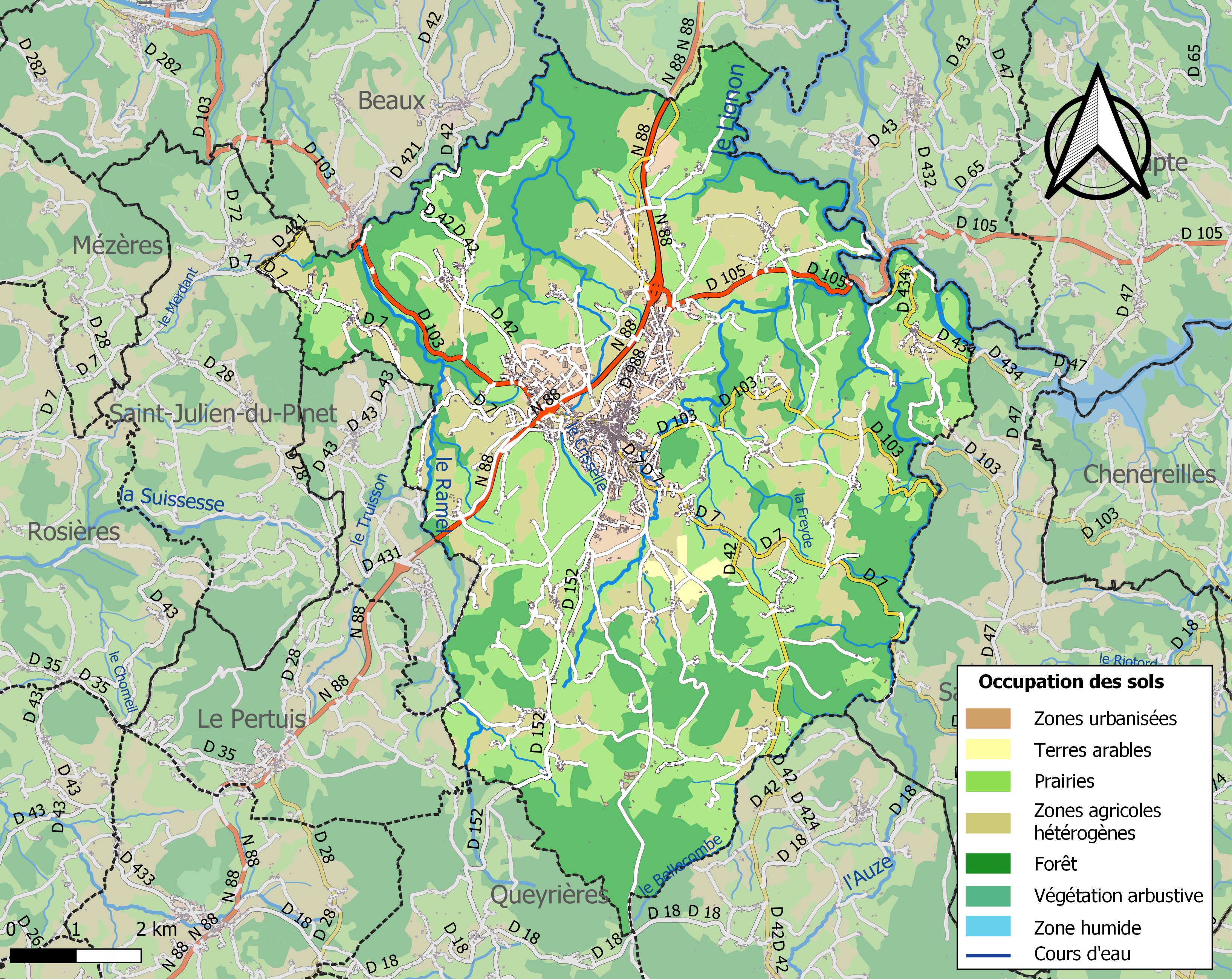
Carte des infrastructures et de l'occupation des sols de la commune en 2018 (CLC).
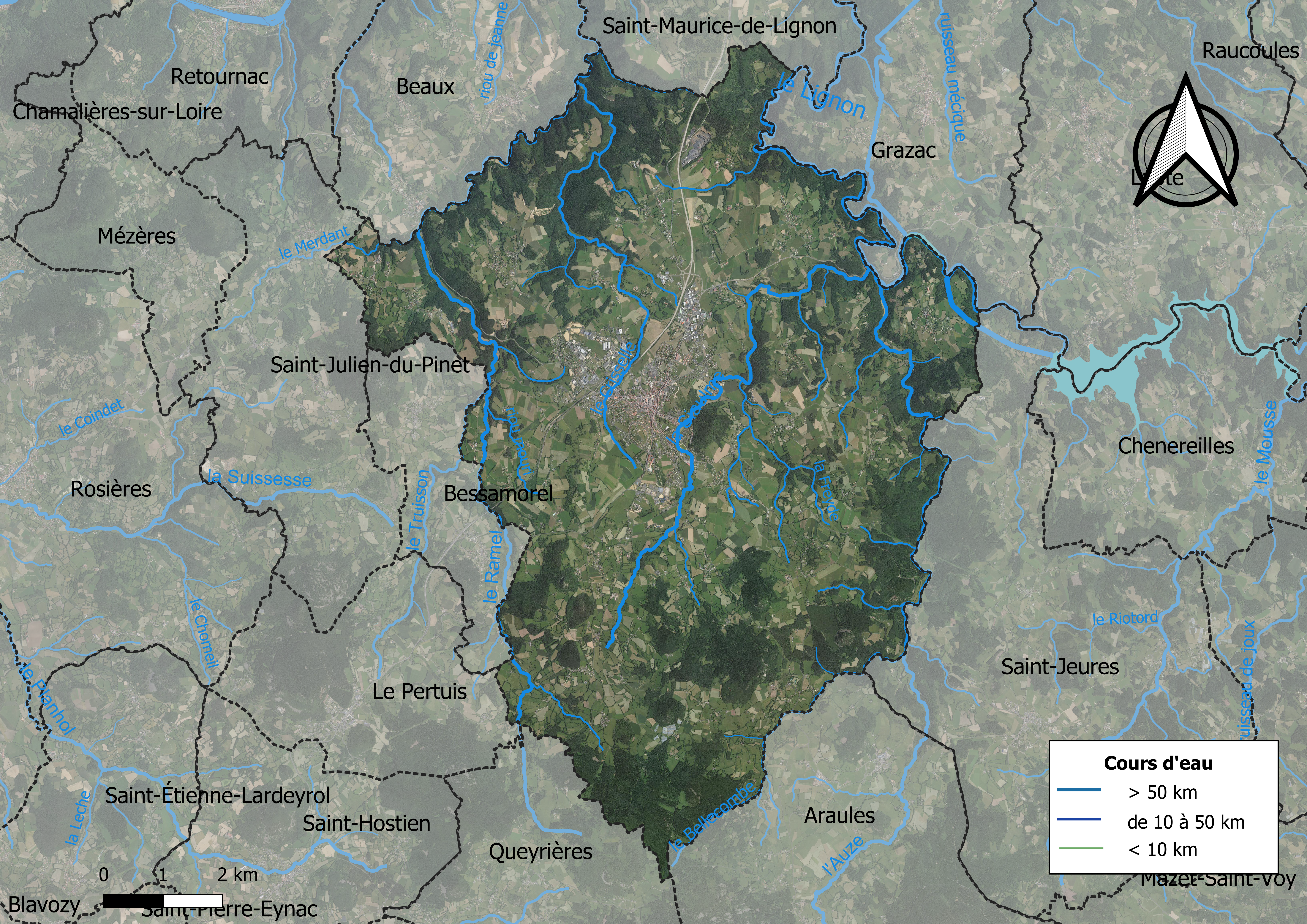
Carte orthophotographique de la commune.

### Planification de l'aménagement
La loi SRU du 13 décembre 2000 a incité fortement les communes à se regrouper au sein d'un établissement public, pour déterminer les parties d'aménagement de l'espace au sein d'un schéma de cohérence territoriale (SCoT), un document essentiel d'orientation stratégique des politiques publiques à une grande échelle. La commune est dans le territoire du SCOT  de la Jeune-Loire, approuvé le 4 décembre 2008 sur un territoire de 44 communes et révisé en 2017.
En matière de planification, la commune dispose d'une plan local d'urbanisme approuvé le 17 mai 2013, en cours de révision depuis 2022. Le zonage réglementaire et le règlement associé peuvent être consultés sur le géoportail de l'urbanisme.

### Habitat et logement
En 2018, le nombre total de logements dans la commune était de 4 121, alors qu'il était de 3 937 en 2013 et de 3 687 en 2008.
Parmi ces logements, 79,2 % étaient des résidences principales, 9,5 % des résidences secondaires et 11,2 % des logements vacants. Ces logements étaient pour 68,7 % d'entre eux des maisons individuelles et pour 31,1 % des appartements.
Le tableau ci-dessous présente la typologie des logements à Yssingeaux en 2018 en comparaison avec celle de la Haute-Loire et de la France entière. Une caractéristique marquante du parc de logements est ainsi une proportion de résidences secondaires et logements occasionnels (9,5 %) inférieure à celle du département (16,1 %) mais supérieure à celle de la France entière (9,7 %). Concernant le statut d'occupation de ces logements, 60,7 % des habitants de la commune sont propriétaires de leur logement (60,3 % en 2013), contre 70 % pour la Haute-Loire et 57,5 pour la France entière.
| Typologie                                               | Yssingeaux | Haute-Loire | France entière |
| ------------------------------------------------------- | ---------- | ----------- | -------------- |
| Résidences principales (en %)                           | 79,2       | 71,5        | 82,1           |
| Résidences secondaires et logements occasionnels (en %) | 9,5        | 16,1        | 9,7            |
| Logements vacants (en %)                                | 11,2       | 12,4        | 8,2            |

### Voies de communication et transports

#### Voies de communication
La commune est traversée par une voie routière d'importance supra-communale, orientée sud-ouest-nord-est, la RN88 ainsi que de deux axes transversaux, la RD105 et la RD103.

#### Transports
La commune est desservie par plusieurs lignes du réseau régional : les lignes H30, H31, H39 et H40.

### Risques majeurs
Le territoire de la commune d'Yssingeaux est vulnérable à différents aléas naturels : météorologiques (tempête, orage, neige, grand froid, canicule ou sécheresse), inondations, mouvements de terrains et séisme (sismicité faible). Il est également exposé à deux risques technologiques,  le transport de matières dangereuses et la rupture d'un barrage et à deux risques particuliers : le risque minier et le risque de radon. Un site publié par le BRGM permet d'évaluer simplement et rapidement les risques d'un bien localisé soit par son adresse soit par le numéro de sa parcelle

#### Risques naturels

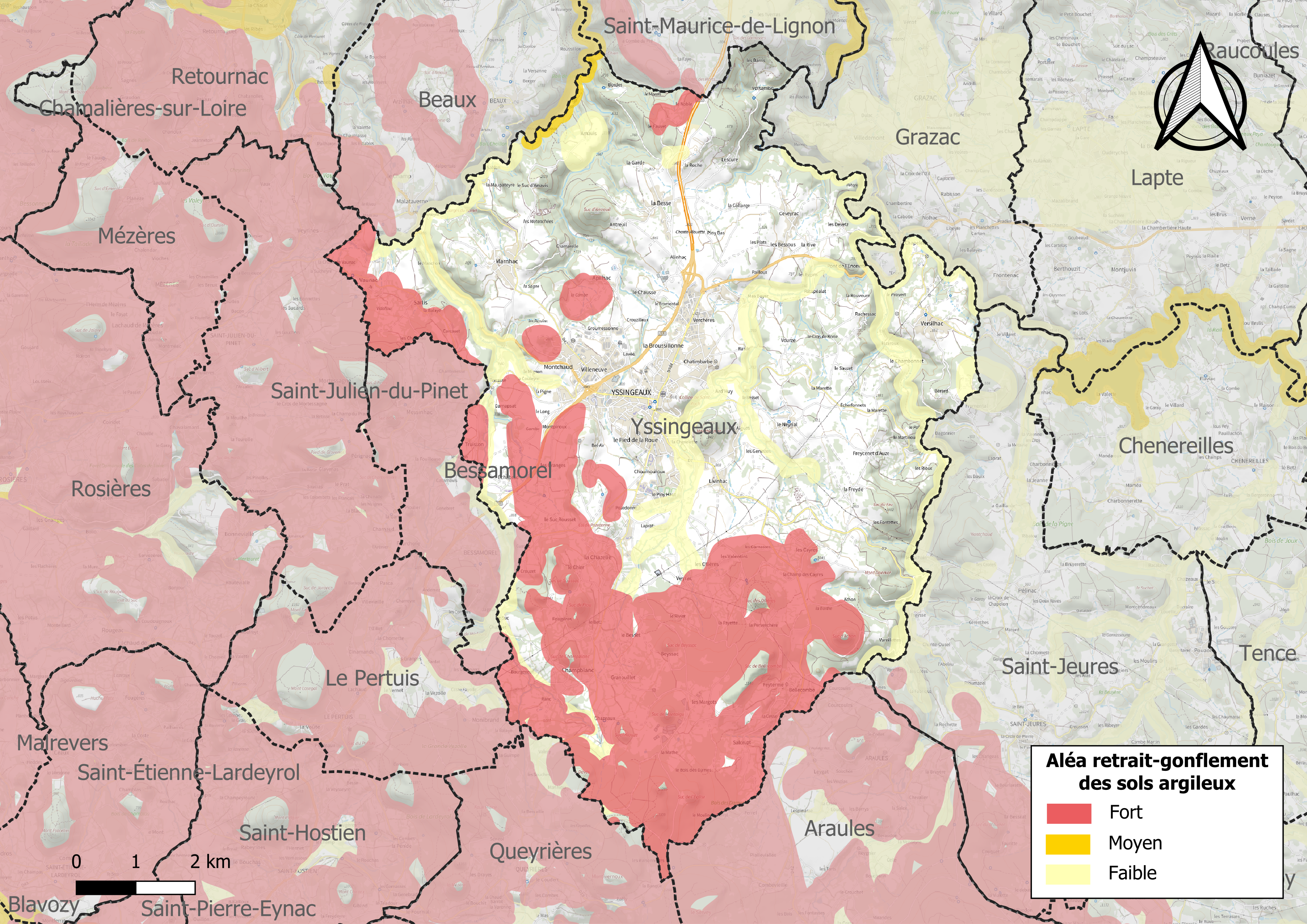
Zonage de l'aléa retrait-gonflement des argiles sur la commune d'Yssingeaux.

Certaines parties du territoire communal sont susceptibles d’être affectées par le risque d’inondation par débordement de cours d'eau. La commune a été reconnue en état de catastrophe naturelle au titre des dommages causés par les inondations et coulées de boue survenues en 1982, 1985, 1996, 2002, 2008 et 2024.
Le retrait-gonflement des sols argileux est susceptible d'engendrer des dommages importants aux bâtiments en cas d’alternance de périodes de sécheresse et de pluie. Une partie de la commune est concernée par un aléa fort ou moyen. Une cartographie de l'exposition du territoire national au retrait gonflement des sols argileux est disponible sur le site du BRGM,.
Par ailleurs, afin de mieux appréhender le risque d’affaissement de terrain, l'inventaire national des cavités souterraines permet de localiser celles situées sur la commune.
La commune a été reconnue en état de catastrophe naturelle au titre des dommages causés par le poids de la neige en 1982.

#### Risque particulier
Dans plusieurs parties du territoire national, le radon, accumulé dans certains logements ou autres locaux, peut constituer une source significative d’exposition de la population aux rayonnements ionisants. Toutes les communes du département sont concernées par le risque radon à un niveau plus ou moins élevé. Selon la classification de 2018, la commune d'Yssingeaux est classée en zone 3, à savoir zone à potentiel radon significatif,.

## Toponymie
Le nom de la localité est attesté dans les expressions latine Parrochia de Issinguaudo dès 985, Vicaria de Issingaudo en l'an 1000, puis un Territorium Singaudense en 1079, sous les formes Issinger en 1383, Yssinghaux au XVe siècle. Il s'agit manifestement du nom de personne germanique Isingaud pris absolument.
En revanche, il n'y a pas lieu d'y voir l'évolution phonétique du gaulois Icidmagus, l'élément -magus s'étant systématiquement réduit à une terminaison -on, -an ou -en dans la toponymie française. D'ailleurs, la Table de Peutinger (voies de communications sous Caracalla) nous montre Icidmago entre Aquae segete et Ruessio (Saint-Paulien) et aucune trace de voie romaine n'a jamais été trouvée à Yssingeaux (ou dans sa commune).
C'est le nom d'Usson-en-Forez qui procède directement du gaulois Icidmagus, à lire sans doute Iciomagus.
Son nom est traditionnellement Sinjau en auvergnat et en vivaro-alpin. Détail insolite, le toponyme « Yssingeaux » ressemble dans l'occitan local, (dialecte vivaro-alpin,,) à l'expression « Los Cinc Jalhs » (« Les Cinq Coqs » en français) ; depuis fort longtemps, les Yssingelais qui parlaient occitan pensaient fermement que le nom de leur ville signifiait bien « Les Cinq Coqs », et cette conviction a sans doute joué un grand rôle dans la genèse du blason de la cité.

## Histoire
Yssingeaux a une origine gallo-romaine, mentionnée au Xe siècle dans le cartulaire de Chamalières. Ville fortifiée avec des remparts et des tours, elle est incorporée à l'Auvergne, au comté de Toulouse puis à la couronne.
Jean de Bourbon édifia une maison forte, relais entre le siège épiscopal et la résidence d'été des évêques à Monistrol-sur-Loire, ce bâtiment est la mairie actuelle.
Le 4 août 1621 la ville est attaquée par les Huguenots. 400 protestants sous les ordres de Blacons  venant de Privas, passent par La Louvesc, dont ils pillent l'église, se rendent à Tence, puis enfin à Yssingeaux, alors sous la dépendance de l'évêque du Puy. Les habitants sont avertis et sous l'autorité de  Laurent Reboulh, curé d'Yssingeaux, repoussent l'attaque.
Avant 1790, Yssingeaux fait partie de l'ancienne province française du Languedoc, elle-même comprise dans le pays d'état du Velay
Le décret de l'Assemblée Nationale du 12 novembre 1789 décrète « il y aura une municipalité dans chaque ville, bourg, paroisse ou communauté de campagne ». La municipalité d'Issingeaux est rattachée au canton d'Issengeaux et au district de Monistrol. Le terme « commune », au sens de l’administration territoriale actuelle, est imposé par le décret de la Convention nationale du 10 brumaire an II (31 octobre 1793) : « La Convention nationale, sur la proposition d’un membre, décrète que toutes les dénominations de ville, bourg ou village sont supprimées et que celle de commune leur est substituée ». Ainsi la municipalité d'Issengeaux devient formellement « commune d'Issengeaux » en 1793. 
Les cantons sont supprimés, en tant que découpage administratif, par une loi du 26 juin 1793, et ne conservent qu'un rôle électoral, permettant l’élection des électeurs du second degré chargés de désigner les députés,. La Constitution du 5 fructidor an III, appliquée à partir de vendémiaire an IV (1795) supprime les districts, considérés comme des rouages administratifs liés à la Terreur, mais maintient les cantons qui acquièrent dès lors plus d'importance en retrouvant une fonction administrative. Yssingeaux est alors rattachée au canton d'Yssingeaux et à l'arrondissement d'Yssingeaux par arrêté du 9 vendémiaire an X (1er octobre 1801),. Cette organisation va rester inchangée pendant près de 150 ans.
La commune d'Issengaux prend officiellement pour nom Yssingeaux en 1801.
À la fin de la Seconde Guerre mondiale, la ville est libérée par la 1re DB fin août 1944.

## Politique et administration

### Découpage territorial
La commune d'Yssingeaux est membre de la communauté de communes des Sucs, un établissement public de coopération intercommunale (EPCI) à fiscalité propre créé le 28 juin 1999 dont le siège est à Yssingeaux. Ce dernier est par ailleurs membre d'autres groupements intercommunaux.
Sur le plan administratif, elle est rattachée à l'arrondissement d'Yssingeaux, au département de la Haute-Loire, en tant que circonscription administrative de l'État, et à la région Auvergne-Rhône-Alpes.
Sur le plan électoral, elle dépend du canton d'Yssingeaux pour l'élection des conseillers départementaux, depuis le redécoupage cantonal de 2014 entré en vigueur en 2015, et de la première circonscription de la Haute-Loire   pour les élections législatives, depuis le redécoupage électoral de 1986.

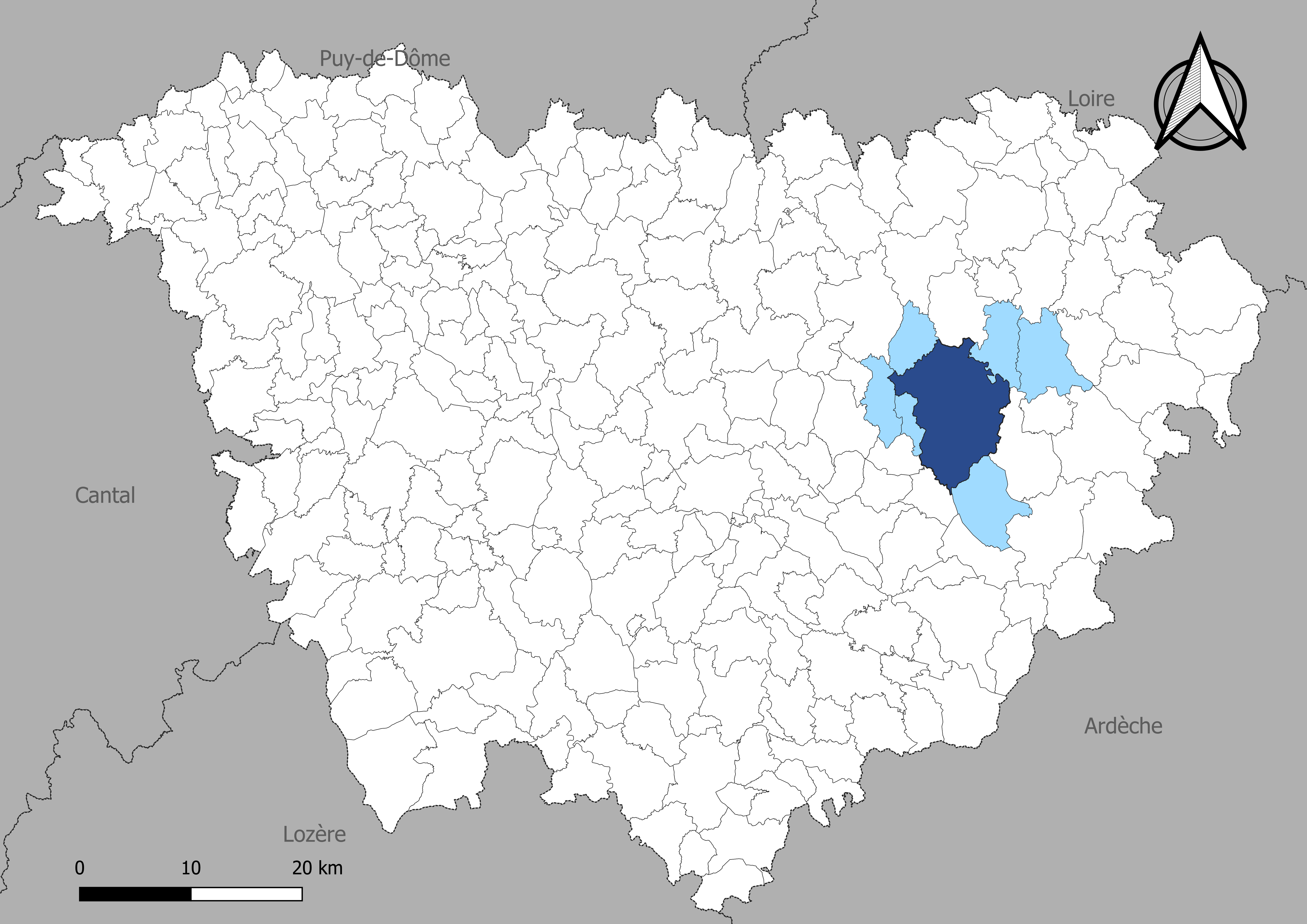
Yssingeaux dans le canton d'Yssingeaux.
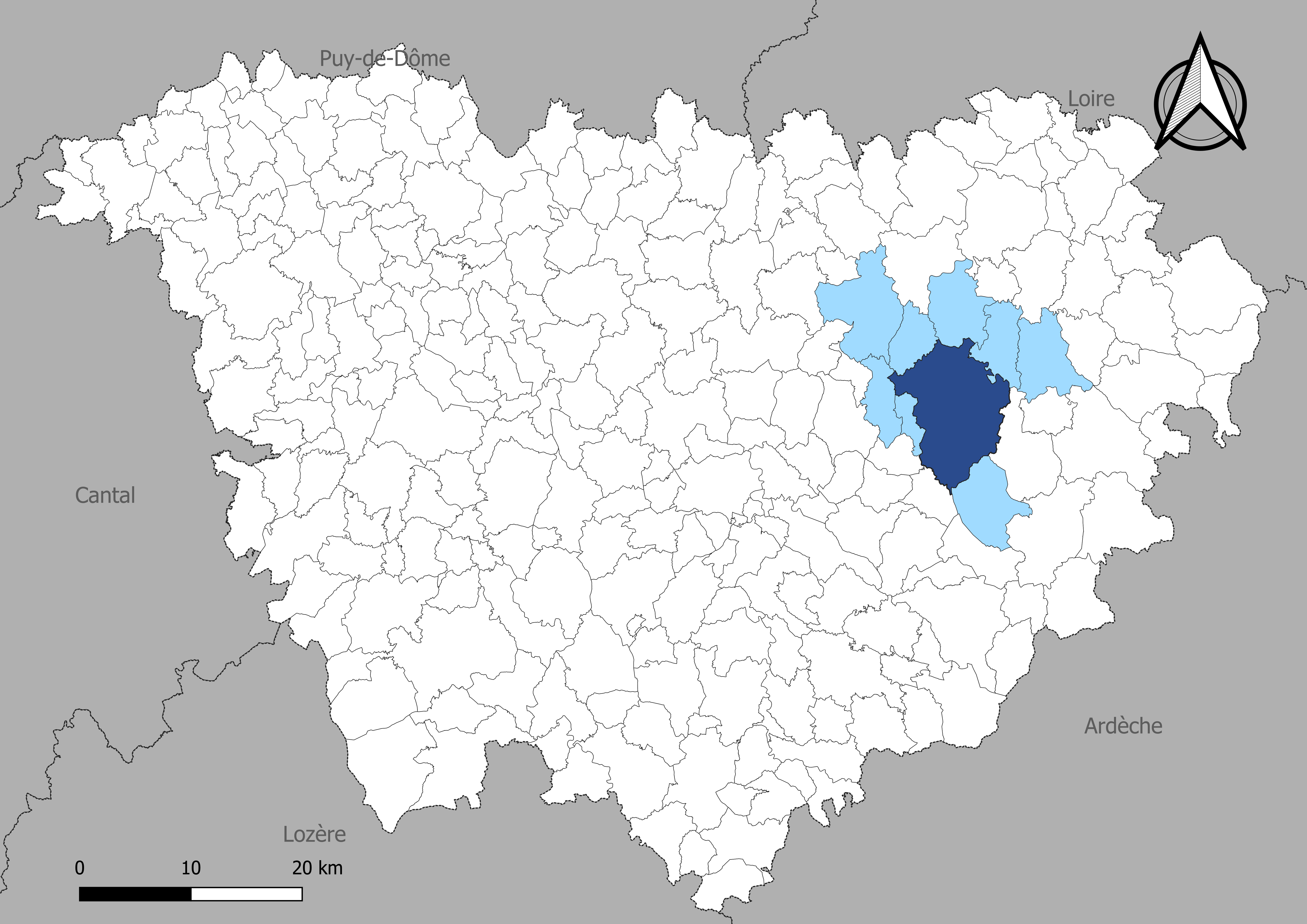
Yssingeaux dans la communauté de communes des Sucs.
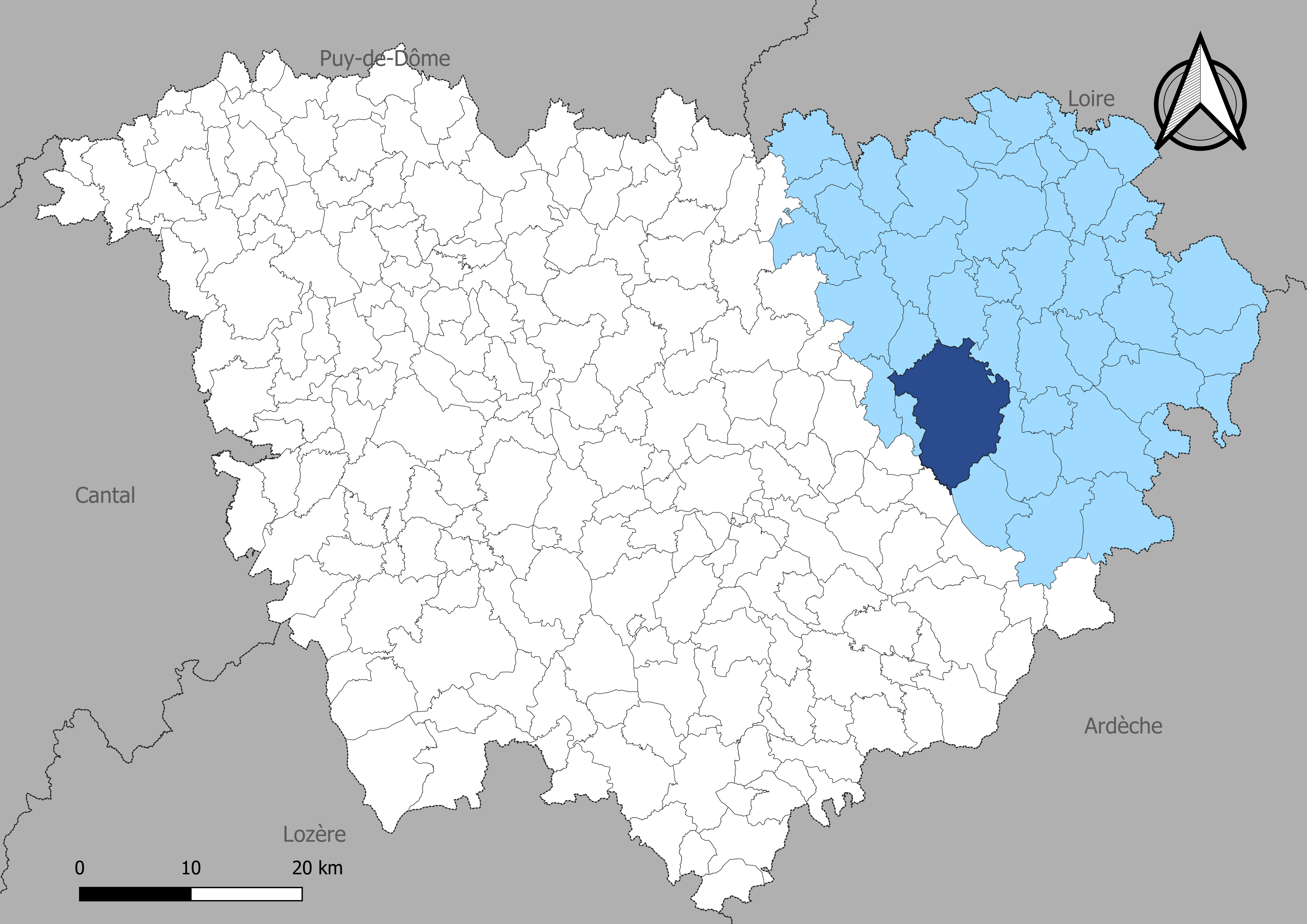
Yssingeaux dans l'arrondissement d'Yssingeaux.

### Tendances politiques et résultats
Voici les résultats du 2d tour de l'élection présidentielle à Yssingeaux : Emmanuel Macron (En Marche!) est en tête des suffrages avec 63,93 % des voix. Marine Le Pen (Front national) se place en seconde position, comptant 36,07% des suffrages.
Au 1er tour, Emmanuel Macron (En Marche !) était également arrivé en première position avec 24,23 % des votes.
On décompte 7,25 % de votes blancs parmi les votants.
Aux élections européennes du 9 juin 2024, le parti au gouvernement n'arrive que 3e avec 11,83% (contre 19,42% en 2019),, très loin derrière le Rassemblement national (en hausse de plus de vingt points avec 41,10% contre 21,27% en 2019, une hausse beaucoup plus forte que les 5,5 points gagnés au niveau national),, François-Xavier Bellamy (11,95% contre 20,13% en 2019), et PS-Place publique (10,98% contre 4,17% en 2019),, terminant 4ème, mais en forte hausse, à 58,95% contre 52,06%,.
Les personnalités exerçant une fonction élective dont le mandat est en cours et en lien direct avec le territoire de la commune d'Yssingeaux sont les suivantes :
| Élection        | Territoire           | Titre                         | Nom                              | Début de mandat | Fin de mandat |
| --------------- | -------------------- | ----------------------------- | -------------------------------- | --------------- | ------------- |
| Municipales     | Yssingeaux           | Maire                         | Pierre Liogier                   | 2020            | 2026          |
| Départementales | Canton d'Yssingeaux  | Conseillers départementaux    | Arthur Liogier Isabelle Valentin | 2021            | 2028          |
| Législatives    | 1re circonscription  | Député                        | Isabelle Valentin                | 18 juin 2017    | 2022          |
| Régionales      | Auvergne-Rhône-Alpes | Président du conseil régional | Laurent Wauquiez                 | 4 janvier 2016  | 2028          |
| Présidentielle  | France               | Président de la République    | Emmanuel Macron                  | 14 mai 2017     | 2022          |

### Liste des maires

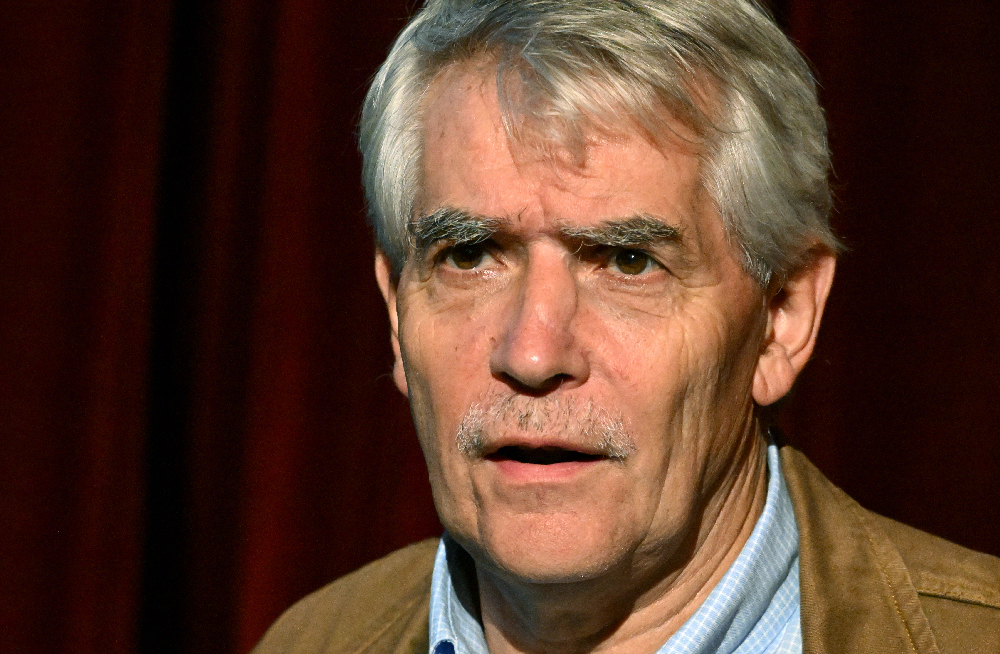
Pierre Liogier en 2024, maire d'Yssingeaux.

| Période         | Période                   | Identité                       | Étiquette | Qualité |
| --------------- | ------------------------- | ------------------------------ | --------- | --- |
| 12 octobre 1944 | 6 mai 1945                | Jean Chysclain                 | SFIO      | Instituteur |
| 6 mai 1945      | 26 octobre 1947           | Noël Barrot                    | MRP       | Pharmacien Député de la Haute-Loire (1945 → 1958) |
| 26 octobre 1947 | 30 mars 1965              | Marie Kaeppelin                | CNI       | Dirigeante d'entreprise |
| 30 mars 1965    | 8 juin 1966               | Noël Barrot                    | CD        | Pharmacien Député de la Haute-Loire (1re circ.) (1958 → 1966) Conseiller général d'Yssingeaux (1962 → 1966) Président du conseil général (1964 → 1966) Décédé en fonction                                                                              |
| 25 juillet 1966 | 29 mars 1971              | Jacques Boncompain (1931-2024) | DVD       | Médecin hospitalier |
| 29 mars 1971    | 24 mars 1989              | Marcel Guillaumond             | DVD       | Chef d'entreprise |
| 24 mars 1989    | 25 mars 2001              | Jacques Barrot                 | UDF-CDS   | Ancien avocat au barreau de Paris Adjoint au maire (1971 → 1989) Député de la Haute-Loire (1re circ.) (1967 → 2004) Conseiller général d'Yssingeaux (1966 → 2004) Président du conseil général (1976 → 2004) Président de la CC des Sucs (1999 → 2001) |
| 25 mars 2001    | 26 mai 2020               | Bernard Gallot                 | DVD       | Médecin généraliste Président de la CC des Sucs (2001 → 2020) |
| 26 mai 2020     | En cours (au 28 mai 2020) | Pierre Liogier                 | DVC       | Cadre de la fonction publique retraité |

### Jumelages
Ebersberg (Allemagne) depuis 1997

## Population et société

### Démographie

#### Évolution démographique
L'évolution du nombre d'habitants est connue à travers les recensements de la population effectués dans la commune depuis 1793. Pour les communes de moins de 10 000 habitants, une enquête de recensement portant sur toute la population est réalisée tous les cinq ans, les populations de référence des années intermédiaires étant quant à elles estimées par interpolation ou extrapolation. Pour la commune, le premier recensement exhaustif entrant dans le cadre du nouveau dispositif a été réalisé en 2007.

En 2022, la commune comptait 7 380 habitants, en évolution de +3,04 % par rapport à 2016 (Haute-Loire : +0,36 %, France hors Mayotte : +2,11 %).
| 1793  | 1800  | 1806  | 1821  | 1831  | 1836  | 1841  | 1846  | 1851  |
| ----- | ----- | ----- | ----- | ----- | ----- | ----- | ----- | ----- |
| 6 248 | 5 261 | 6 571 | 6 886 | 7 166 | 7 621 | 7 408 | 7 707 | 7 620 |

| 1856  | 1861  | 1866  | 1872  | 1876  | 1881  | 1886  | 1891  | 1896  |
| ----- | ----- | ----- | ----- | ----- | ----- | ----- | ----- | ----- |
| 7 608 | 7 971 | 8 393 | 8 270 | 8 371 | 8 232 | 8 037 | 7 859 | 8 004 |

| 1901  | 1906  | 1911  | 1921  | 1926  | 1931  | 1936  | 1946  | 1954  |
| ----- | ----- | ----- | ----- | ----- | ----- | ----- | ----- | ----- |
| 7 643 | 7 784 | 7 836 | 6 861 | 6 777 | 6 478 | 6 293 | 6 096 | 5 653 |

| 1962  | 1968  | 1975  | 1982  | 1990  | 1999  | 2006  | 2007  | 2012  |
| ----- | ----- | ----- | ----- | ----- | ----- | ----- | ----- | ----- |
| 5 334 | 5 565 | 5 878 | 6 228 | 6 118 | 6 492 | 6 888 | 6 931 | 7 101 |

| 2017  | 2022  | - | - | - | - | - | - | - |
| ----- | ----- | - | - | - | - | - | - | - |
| 7 202 | 7 380 | - | - | - | - | - | - | - |

#### Pyramide des âges
La population de la commune est relativement jeune.
En 2018, le taux de personnes d'un âge inférieur à 30 ans s'élève à 33,4 %, soit au-dessus de la moyenne départementale (31 %). À l'inverse, le taux de personnes d'âge supérieur à 60 ans est de 28,8 % la même année, alors qu'il est de 31,1 % au niveau départemental.
En 2018, la commune comptait 3 534 hommes pour 3 711 femmes, soit un taux de 51,22 % de femmes, légèrement supérieur au taux départemental (50,87 %).
Les pyramides des âges de la commune et du département s'établissent comme suit.
| Hommes | Classe d’âge | Femmes |
| ------ | ------------ | ------ |
| 0,7    | 90 ou +      | 2,4    |
| 8,1    | 75-89 ans    | 13,4   |
| 16,2   | 60-74 ans    | 16,4   |
| 22,6   | 45-59 ans    | 20,2   |
| 16,9   | 30-44 ans    | 16,2   |
| 17,5   | 15-29 ans    | 15,8   |
| 18,0   | 0-14 ans     | 15,6   |

| Hommes | Classe d’âge | Femmes |
| ------ | ------------ | ------ |
| 0,9    | 90 ou +      | 2,5    |
| 8,4    | 75-89 ans    | 11,7   |
| 20,4   | 60-74 ans    | 20,5   |
| 21,3   | 45-59 ans    | 20,3   |
| 16,8   | 30-44 ans    | 16,3   |
| 15,2   | 15-29 ans    | 13,2   |
| 17     | 0-14 ans     | 15,6   |

### Culture
La commune organise :
- le Festival du Rire[79] (fin août et début septembre);
- le festival Suc en scène[80] (fin août);
- le festival Le Chant des sucs[81] (septembre-octobre).

### Médias et antennes locales
- Radio : Radio Fm43
- Presse quotidienne régionale :
  - L'Éveil de la Haute-Loire
  - La Tribune / Le Progrès

### Établissements scolaires
- L'Atelier (adultes handicapés) - Centre d'initiation au travail, aux loisirs et à l'autonomie.
- Inspection départementale de l’Éducation nationale.
- Commission Éducation spéciale CCPE.
- GRETA du Velay :
  - atelier Pédagogique personnalisé ;
  - lycée d'enseignement général et technologique.
- CFPPA - (Centre de formation professionnelle promotion adultes).
- CIO - (Centre d’information et d’orientation).
- PAIO - (Permanence - Accueil - Information - Orientation jeunes 16-25 ans).
- Enseignement public :
  - école Jean-de-La-Fontaine ;
  - collège Jean-Monnet ;
  - lycée polyvalent Emmanuel-Chabrier ;
  - lycée d’enseignement général et technologique agricole George Sand (EPLEFPA du VELAY)
- Enseignement privé : 
  - ensemble scolaire catholique (école, collège, lycée d'enseignement général, BTS, centre de formation)[82] ;
  - LEAP[83].
- École nationale supérieure de la pâtisserie.

### Spécialités culinaires
La ville est réputée pour sa brioche à la fleur d'oranger ainsi que, plus récemment, pour ses brioches aux pralines et nougats. L'autre spécialité du cru est la dégustation dominicale de plats de tripes, au fil des mois de janvier, février et mars. Les Yssingelais ont coutume de se retrouver dès 9 heures le matin, dans les restaurants, pour des agapes roboratives généralement arrosées de vin blanc. Le ralliement se fait, soit par classe d'âge, soit par famille de prénoms, soit encore par métiers.
Il existe aussi une fourme d'Yssingeaux, un fromage similaire à la fourme d'Ambert.

## Économie

### Revenus
En 2018, la commune compte 3 264 ménages fiscaux, regroupant 7 169 personnes. La médiane du revenu disponible par unité de consommation est de 21 340 € (20 800 € dans le département). 45 % des ménages fiscaux sont imposés (42,8 % dans le département).

### Emploi
| Division       | 2008  | 2013  | 2018  |
| -------------- | ----- | ----- | ----- |
| Commune        | 5,6 % | 6,8 % | 7,2 % |
| Département    | 6,3 % | 7,7 % | 7,7 % |
| France entière | 8,3 % | 10 %  | 10 %  |

En 2018, la population âgée de 15 à 64 ans s'élève à 4 392 personnes, parmi lesquelles on compte 75,4 % d'actifs (68,2 % ayant un emploi et 7,2 % de chômeurs) et 24,6 % d'inactifs,. Depuis 2008, le taux de chômage communal (au sens du recensement) des 15-64 ans est inférieur à celui de la France et du département.
La commune est la commune-centre de l'aire d'attraction d'Yssingeaux,. Elle compte 3 993 emplois en 2018, contre 3 747 en 2013 et 3 642 en 2008. Le nombre d'actifs ayant un emploi résidant dans la commune est de 3 017, soit un indicateur de concentration d'emploi de 132,4 % et un taux d'activité parmi les 15 ans ou plus de 55,3 %.
Sur ces 3 017 actifs de 15 ans ou plus ayant un emploi, 1 586 travaillent dans la commune, soit 53 % des habitants. Pour se rendre au travail, 84,8 % des habitants utilisent un véhicule personnel ou de fonction à quatre roues, 0,5 % les transports en commun, 9,4 % s'y rendent en deux-roues, à vélo ou à pied et 5,1 % n'ont pas besoin de transport (travail au domicile).

### Activités hors agriculture

#### Secteurs d'activités
715 établissements marchands non agricoles sont économiquement actifs en 2021 à Yssingeaux,.
| Secteur d'activité                                                                                        | Commune | Commune | Département |
| Secteur d'activité                                                                                        | Nombre  | %       | %           |
| --- | ------- | ------- | ----------- |
| Ensemble                                                                                                  | 715     | 100 %   | (100 %)     |
| Industrie manufacturière, industries extractives et autres                                                | 72      | 10,1 %  | (11,5 %)    |
| Construction                                                                                              | 68      | 9,5 %   | (13,5 %)    |
| Commerce de gros et de détail, transports, hébergement et restauration                                    | 197     | 27,6 %  | (26,1 %)    |
| Information et communication                                                                              | 7       | 1 %     | (1,7 %)     |
| Activités financières et d'assurance                                                                      | 44      | 6,2 %   | (4,7 %)     |
| Activités immobilières                                                                                    | 39      | 5,5 %   | (6,6 %)     |
| Activités spécialisées, scientifiques et techniques et activités de services administratifs et de soutien | 99      | 13,8 %  | (12,5 %)    |
| Administration publique, enseignement, santé humaine et action sociale                                    | 132     | 18,5 %  | (14,9 %)    |
| Autres activités de services                                                                              | 57      | 8 %     | (8,6 %)     |

Le secteur du commerce de gros et de détail, des transports, de l'hébergement et de la restauration est prépondérant sur la commune puisqu'il représente 27,6 % du nombre total d'établissements de la commune (197 sur les 715 entreprises implantées  à Yssingeaux), contre 26,1 % au niveau départemental.

#### Entreprises et commerces
Les cinq entreprises ayant leur siège social sur le territoire communal qui ont généré le plus de chiffre d'affaires en 2022  sont :  : 
- Fraisse Et Fils, Travaux d'installation électrique dans tous locaux (8 252 k€) ;
- Giraudon SAS, Fabrication de carrosseries et remorques (7 097 k€) ;
- Rapid'auto, Commerce de gros d'équipements automobiles (5 937 k€) ;
- Le Plateau Du Fromager, Commerce de gros (commerce interentreprises) alimentaire non spécialisé (5 839 k€) ;
- Institut Francais De Formation En Patisserie, Formation continue d'adultes (5 492 k€).

### Agriculture
La commune est dans les « Monts du Forez », une petite région agricole dans le département de la Haute-Loire. En 2020, l'orientation technico-économique de l'agriculture  sur la commune est l'élevage bovin, orientation mixte lait et viande. 
|               | 1988  | 2000  | 2010  | 2020  |
| ------------- | ----- | ----- | ----- | ----- |
| Exploitations | 236   | 197   | 147   | 103   |
| SAU (ha)      | 4 440 | 4 316 | 4 240 | 4 190 |

Le nombre d'exploitations agricoles en activité et ayant leur siège dans la commune est passé de 236 lors du recensement agricole de 1988  à 197 en 2000 puis à 147 en 2010 et enfin à 103 en 2020, soit une baisse de 56 % en 32 ans. Le même mouvement est observé à l'échelle du département qui a perdu pendant cette période 56 % de ses exploitations (passant de 15 825 à 6 328),. La surface agricole utilisée sur la commune a également diminué, passant de 4 440 ha en 1988 à 4 190 ha en 2020. Parallèlement la surface agricole utilisée moyenne par exploitation a augmenté, passant de 19 à 41 ha,.

## Culture locale et patrimoine

### Lieux et monuments
- Le château d'Yssingeaux, ancien château utilisé par les évêques pour se reposer lorsqu'ils faisaient le voyage entre Le Puy-en-Velay et Monistrol-sur-Loire. Il est devenu l'hôtel de ville, ancienne maison forte proche de la fontaine sur la place principale de la ville ;
- La Grenette, une ancienne halle, accueille désormais une médiathèque et deux salles de cinéma. Au fond d'une place entièrement rénovée, ce bâtiment a une architecture originale qui fait de lui un des sites notables d'Yssingeaux.
- Le théâtre (et sa saison culturelle) ;
- L'ancienne abbaye de Bellecombe est sur le territoire de la commune, à 5 km d'Yssingeaux. Évacuée de force par la garde nationale en 1792, il ne reste plus aucun vestige. Seuls trois bâtiments agricoles, dits « fermes de l'abbaye » subsistent de nos jours : l'un transformé en gîte (fermé récemment), deux autres sont aujourd'hui des propriétés privées présentant des caractéristiques architecturales typiques du patrimoine rural de l'époque ;
- Le marché d'Yssingeaux qui se déroule le jeudi et qui existe depuis la fin du XVe siècle[89], a une affluence sur tout le canton au cours de l'année ; l'été il occupe tout le cœur de la ville ; c'est une attraction touristique saisonnière de la commune[90] ;
- Le Musée des arts et traditions populaires de Versilhac propose une reconstitution de la vie d'antan, de ses métiers, de ses fêtes ainsi qu'une ancienne salle de classe.
- La chapelle des pénitents ;
- Le site archéologique du suc de Saussac ;
- L'église Saint-Pierre ;
- L'hôtel de la Caisse d'épargne.

### Personnalités liées à la commune

#### Seigneurs de Choumouroux
- Pierre de Choumouroux

L'origine de la famille de Choumouroux remonte à Jean de Sanhard, seigneur de Saignard, paroisse de Saint-Voy, en Velay. La seigneurie passe par le mariage à la famille de Saignard :
- Pierre de Saignard de Choumouroux, 1626-1708
- Jean-Joseph de Saignard de Choumouroux, 1653-1711
- Jean de Saignard, +/1669
- Pierre-Louis de Saignard de Choumouroux, 1681-1760
- Joseph Raymond Bénigne de Saignard de Choumouroux, 1734-1812
- Joseph-Alphonse de Saignard de Choumouroux, chevalier de la Légion d'honneur, a servi en Espagne et a été député du département de la Haute-Loire à la chambre de 1815.

Armes : « Écartelé : aux 1 et 4, d'azur, à trois chevrons d'or ; aux 2 et 3 d'azur, au sautoir d'or. Couronne de comte ».

#### Autres
- Baron Haussmann : brièvement sous-préfet de la Haute-Loire, de juin à octobre 1832. Il consacre le chapitre IV de ses Mémoires à cette période, sans cacher son peu d'estime pour ses administrés « ivrognes et batailleurs »[94].
- Le général Raymond de La Rocque (1841-1926), père de François de La Rocque, est né à Yssingeaux.
- Joseph de Castelli (1856-1933), né à Yssingeaux, général de la Première Guerre mondiale.
- Charles-Louis Bazin (1802-1859), peintre français, y est décédé.
- Victor Duchamp (1815-1887) : né à Yssingeaux, avocat républicain socialiste, maire de Saint-Etienne (1881-1884), conseiller général de la Loire (1871-1887) et opposant à Napoléon III.
- Joseph Gire (1872-1933), architecte aux importantes réalisations au Brésil et en Argentine, notamment l'hôtel Copacabana Palace de Rio de Janeiro.
- Eugénie Joubert (1876-1904), née à Yssingeaux, religieuse, modèle d'union à Dieu dans les petites choses ; béatifiée en 1994 par le pape Jean-Paul II.
- Augustin Michel (1882-1970), né et mort à Yssingeaux, avocat et homme politique.
- Henri de Lagrevol (1905-1980), né à Yssingeaux, jésuite.
- Albert Liogier (1910-1989) né à Yssingeaux, homme politique.
- Jean Bonnissol (1912-1994) : instituteur et militant socialiste qui grandit à Yssingeaux, résistant au sein des FTP et chef de l'Armée Secrète pour le secteur d'Yssingeaux. Il dirige la liste socialiste pour la circonscription de Yssingeaux aux législatives de 1946[95].
- Joseph Servant (1920-2012), né à Yssingeaux, colonel et diplomate.
- Le peintre Bernard Rancillac (1931-2021), a vécu pendant la guerre dans la maison paternelle à Yssingeaux.
- Jacques Barrot (1937-2014), né à Yssingeaux : ancien maire, ancien député, conseiller général puis président du conseil général, plusieurs fois ministre (emploi, affaires sociales), commissaire européen responsable pour la justice, la liberté et la sécurité, précédemment chargé des transports ; membre du Conseil constitutionnel.
- Jean-Marie Muller, né en 1940 à Yssingeaux, champion du monde de ski nautique.
- La chanteuse Sloane du groupe Peter et Sloane[réf. nécessaire].
- Cristine Guinamand, née en 1974 à Yssingeaux, artiste-peintre, vit et travaille en Haute-Loire.

### Héraldique
| Blason d'Yssingeaux | Les armes d'Yssingeaux se blasonnent ainsi : D'azur à cinq coqs d'or crétés membrés et barbés de gueules posés 2, 1 et 2, les deux en chef et les deux en pointe affrontés, soutenus en pointe d'une fleur de lys d'or. |

Malte-Brun, quant à lui, se contente de rapporter, dans sa notice de La France illustrée consacrée à Yssingeaux, que le nom proviendrait, suivant quelques-uns, de cinc jaus qui signifie « cinq coqs » en ancien français. Il s'agit d'un exemple courant d'étymologie populaire qui explique de nombreux blasons. Il ne met cependant pas spécialement en avant cette pittoresque étymologie.
Devise : « evocant auroram » (annoncent l'aurore).